# Eriogonum wrightii
Eriogonum wrightii Es una especie de planta fanerógama perteneciente a la familia de las poligonáceas. 

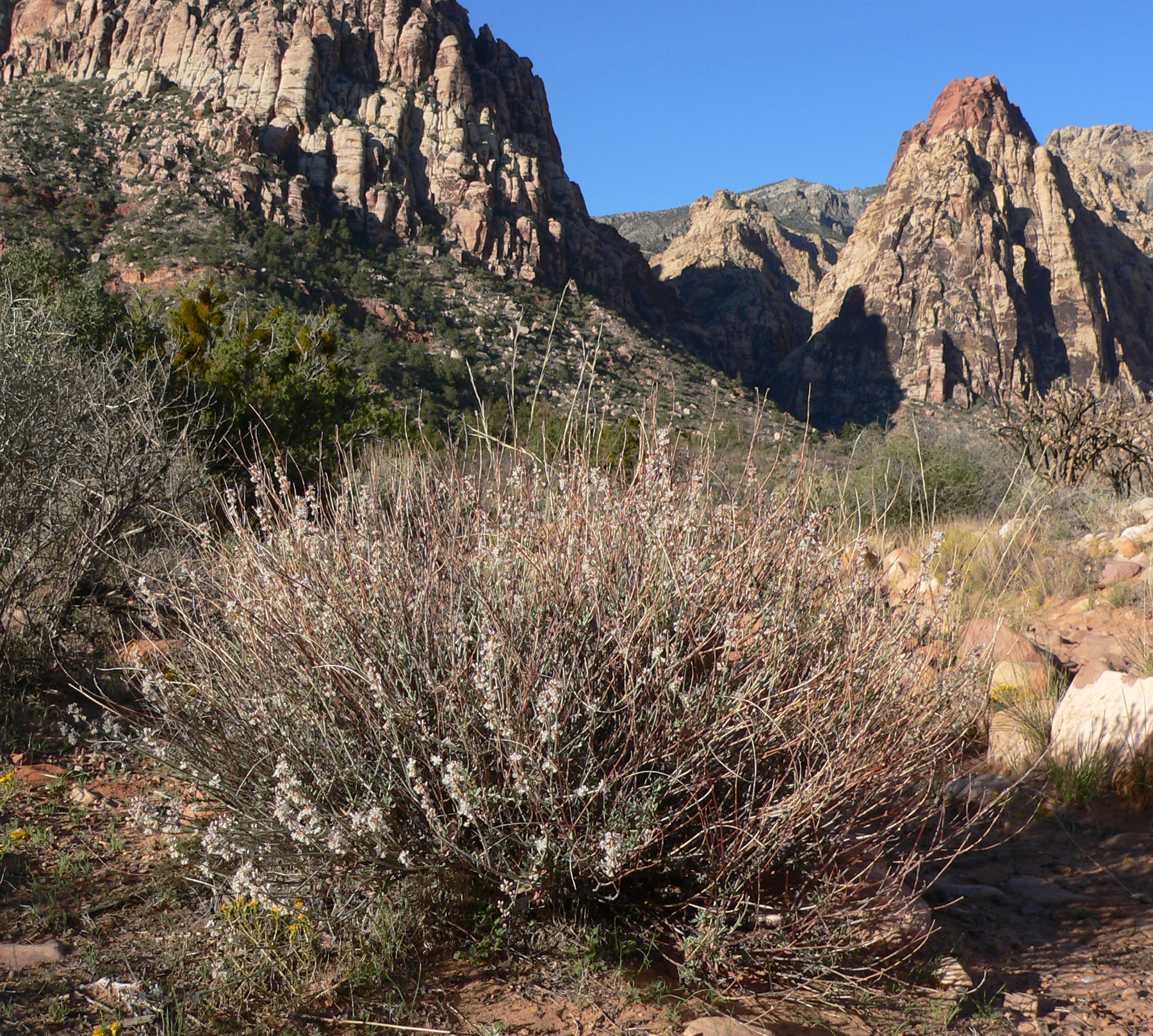
En su hábitat

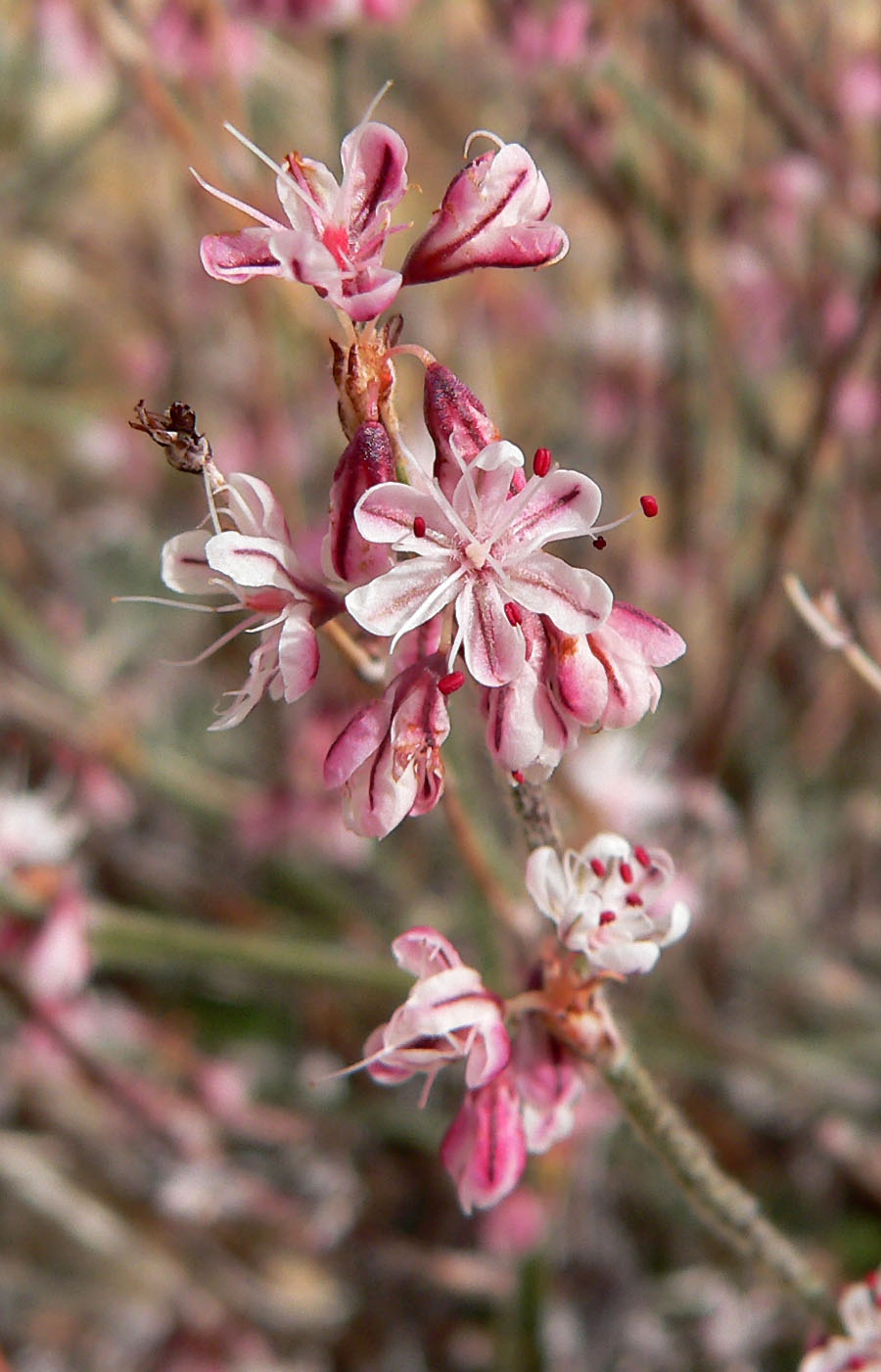
var wrightii

## Distribución y hábitat
Es originaria del suroeste de Estados Unidos, California, y el noroeste de México, donde crece en muchas comunidades de plantas, como el chaparral, en hábitats rocosos de las montañas y en hasta desiertos.

## Descripción
Es muy variable en apariencia; puede ser una pequeña hierba perenne 10 centímetros de altura o un arbusto espeso amplio de varios metros. Hay varias variedades también. En general, tiene las hojas basales, así como un par de hojas en el tallo, que suelen ser estrechas y lanosas. La inflorescencia tienen ramas largas y rectas que pueden estar sin pelo a lanudas y tienen racimos de flores y a veces pequeñas hojas en los nudos. Las flores son generalmente de color blanco a rosa claro. 

## Taxonomía
Eriogonum wrightii fue descrita por Torr. ex. Benth. y publicado en Prodromus Systematis Naturalis Regni Vegetabilis 14(1): 15. 1856.
Etimología
Eriogonum: nombre genérico que deriva de las palabras griegas: Erion = "lana", y gonu = "articulación de la rodilla" en referencia a las articulaciones peludas o lanudas de algunas de las especies del género.
wrightii: epíteto
Variedades
- Eriogonum wrightii var. dentatum (S.Stokes) Reveal
- Eriogonum wrightii var. membranaceum S.Stokes ex Jeps.
- Eriogonum wrightii var. nodosum (Small) Reveal
- Eriogonum wrightii var. olanchense (J.T.Howell) Reveal
- Eriogonum wrightii var. subscaposum S.Watson
- Eriogonum wrightii var. taxifolium (Greene) Parish

Sinonimia
- Eriogonum helianthemifolium Benth.
- Eriogonum nodosum Small
- Eriogonum trachygonum Torr. ex Benth.
- Eriogonum trachygonum subsp. glomerulum S.Stokes
- Eriogonum trachygonum subsp. wrightii (Torr. ex Benth.) S.Stokes	[3]